# Battlefield 2
Battlefield 2 è uno sparatutto in prima persona per Windows dove i giocatori combattono in campi di battaglia usando armi e veicoli da guerra contemporanei. Battlefield 2 è stato sviluppato dalla Digital Illusions Creative Entertainment in collaborazione con la Trauma Studios, e pubblicato dalla Electronic Arts come seguito della serie Battlefield. È stato pubblicato nel tardo giugno 2005 guadagnando subito un enorme successo come online FPS. Il lancio di Battlefield 2, originalmente previsto per il 20 marzo 2005, fu ritardato al 21 giugno 2005 per il Nord America, ed al 24 giugno 2005 per Europa ed Australia. La versione attuale del gioco è la 1.50.

## Trama
Le vicende di Battlefield 2 si svolgono nel mezzo di un conflitto che vede il corpo dei marines degli Stati Uniti fronteggiare la Cina o la Coalizione del Medio Oriente (CMO). Nel gioco base gli USA combattono sul territorio dei paesi nemici, mentre nell'espansione Armored Fury verranno invasi dalla CMO. Nell'espansione Euro Force la CMO affronta l'Esercito dell'Unione Europea, mentre in Special Forces si scontrano i Navy SEAL statunitensi, il SAS Britannico, gli Specnaz russi, le Forze Speciali della CMO, i Ribelli e gli Insorti.

## Modalità di gioco

### Giocatore singolo
Tale modalità prevede la possibilità di giocare nelle mappe base del gioco avendo quali compagni di fazione e quali nemici dei bot, la cui intelligenza artificiale può essere gestita tramite un parametro di tre livelli. La modalità Giocatore singolo è molto utile anzitutto per cominciare a far pratica col gioco, senza incappare nella frustrazione di venire spesso uccisi durante difficili partite online; inoltre permette di far pratica con i veicoli e con gli upgrade che man mano si sbloccano. Non è previsto avanzamento di carriera per i round svolti in tale modalità.

### Multigiocatore
La modalità Multigiocatore richiede anzitutto una connessione ad internet; è necessario inoltre creare un account giocatore sul sito EA. È possibile così accedere ad una lista di server, dove avviene lo scontro fra giocatori sparsi in ogni parte del globo. I ranked server (ovvero server in graduatoria) permettono inoltre l'avanzamento di carriera tramite il conseguimento dei punti.

### Conquest
La modalità Conquest (letteralmente Conquista) di Battlefield 2 prevede due fazioni che si scontrano su di una mappa, che può essere da 16, 32 o 64 giocatori (in modalità Single Player solo da 16); ogni fazione ha un numero di Tickets (possiamo considerarli come punti della fazione) che varia in base al tipo di mappa: 100 ca. per le mappe da 16 giocatori, 200 per quelle da 32 e 300 per quelle da 64. L'obiettivo della partita è far sì che i Tickets della fazione nemica raggiungano lo zero, o di mantenere un numero maggiore di ticket rispetto agli avversari alla fine del tempo di round; a tale scopo è necessario uccidere nemici, conquistare punti di controllo e mantenerne il possesso. I punti di controllo acquisiscono la bandiera della fazione che li conquista (i punti di controllo neutri hanno bandiera bianca). La conquista di un punto di controllo comporta la possibilità, per i membri della fazione, di effettuare il respawn (il rientro in gioco dopo esser stati uccisi) nei pressi dello stesso, ed appropriarsi dei mezzi che ad intervalli regolari vi compaiono. La conquista del punto di controllo avviene mediante sosta del soldato nei pressi dello stesso; se il punto appartiene alla fazione avversaria, sarà necessario attendere che la bandiera nemica sia calata, per issare la propria. Più soldati della stessa fazione sostano nei pressi del punto di controllo, maggiore è la velocità col quale questo viene conquistato. In talune mappe vi sono punti di controllo bloccati, il che significa che non possono essere conquistati dalla fazione nemica, garantendo ai giocatori della fazione che li possiede la possibilità di respawn per tutta la partita. Vi è tuttavia un metodo più rapido per condurre la propria fazione alla vittoria, chiamato Take-Over; È necessario conquistare tutti i punti di controllo sulla mappa, cosicché i giocatori dell'altra fazione non avranno la possibilità di effettuare il respawn, e la partita sarà vinta indipendentemente dal numero dei Tickets una volta eliminati tutti i soldati rimanenti. Chiaramente, se la fazione avversaria ha a propria disposizione un punto di controllo bloccato, non sarà possibile applicare tale strategia. Il conquest, a sua volta, si divide in tre sotto-modalità:
- Conquista direttaː La fazione vince se i ticket dell'avversario raggiungono quota zero, ed i ticket nemici si ridurranno più velocemente se si riuscirà a difendere almeno metà dei punti di controllo sulla mappa. In questo caso, entrambi i team avranno a disposizione una main base non conquistabile dall'avversario, e le altre flag saranno o bianche o già assegnate ad uno dei due team.
- Conquista assaltoː La fazione che fa arrivare a quota zero i ticket dell'avversario vince; la fazione in difesa può ridurre rapidamente i ticket della fazione in attacco difendendo tutti i punti di controllo sulla mappa. La fazione in attacco, la sola dotata di main base non conquistabile, può ridurre gradualmente i ticket della fazione in difesa conquistando tutti i punti di controllo sulla mappa ed eseguire Take-Over. Di norma, in questa modalità, quasi tutte le flag conquistabili sono assegnate ai difensori.
- Conquista doppio assaltoː Si possono ridurre i ticket della fazione avversaria difendendo almeno metà dei punti di controllo sulla mappa, e puoi vincere conquistandoli tutti o riducendo a zero i ticket nemici. In questo caso non ci sarà per nessuna fazione una main base, e entrambe le fazioni avranno la possibilità di fare Take-Over.

Per tutte le modalità conquest è poi prevista una variante detta Infantry (Fanteria in italiano) introdotta dalla patch 1.40, dove non sono previsti veicoli di alcun genere sul campo di battaglia.

### Co-op
Modalità introdotta dalla patch 1.30 che permette di giocare, in Single Player o in LAN, una partita fra avversari in carne ed ossa e bot con intelligenza artificiale. È possibile impostare parametri relativi al comportamento dei bot.

### Gradi e premi
Battlefield 2 prevede un sistema di gradi, per un totale di 22, che il soldato deve scalare per ottenere nuovi sblocchi.
Per garantire un più rapido avanzamento attraverso i vari gradi del gioco, il giocatore può conseguire dei riconoscimenti, che premiano particolari azioni o capacità. Tali riconoscimenti si suddividono in Stemmi, Nastri e Medaglie.
- Gli Stemmi vengono assegnati con il conseguimento di un certo numero di ore di gioco con i vari kit di fanteria, o con il raggiungimento di determinate abilità con gli esplosivi, con la pistola, con il coltello, eccetera. Si distinguono in Stemma di base (bronzo), Stemma avanzato (argento) e Stemma da esperto (oro).
- I Nastri vengono assegnati per il conseguimento di azioni particolarmente eroiche, o specifici obiettivi raggiunti nell'arco del singolo round (ad esempio un certo numero di uccisioni in un veicolo).
- Le Medaglie, molto difficili da conseguire, vengono assegnate per diversi motivi. Oltre a quelle assegnate per il posizionamento nella graduatoria finale del round (rispettivamente Stella di bronzo, Stella d'argento e Stella d'oro), ve ne sono altre che possono essere conseguite raggiungendo obiettivi temporali (ad esempio il raggiungimento di una certa quantità di ore di gioco con una classe o alla guida di un mezzo) o quantitativi (ad esempio il raggiungimento di un certo numero di rianimazioni).

Acquistando le espansioni Special Forces, Euro Force e Armored Fury è possibile conseguire una nuova serie di riconoscimenti legati alle espansioni ed al Booster Pack.

## Classi di fanteria e sblocchi
Battlefield 2 conta sette classi di fanteria. Ogni classe possiede due kit di armi sbloccabili col passaggio di grado; la prima serie è disponibile con la versione base del gioco, mentre la seconda si può sbloccare solo acquistando l'espansione Special Forces. Ogni classe possiede di base un coltello da combattimento ed una pistola (che per alcune classi è silenziata), il cui modello varia in base alla fazione.

### Assalto
L'assaltatore ha in dotazione un fucile d'assalto con lancia granate incorporato ed una granata fumogena. Gli sblocchi forniti dall'avanzamento di grado consistono nel G3A3 e nell'F2000; nel primo caso si perde il lancia granate in favore di granate standard, mentre nel secondo i fumogeni vengono sostituiti da granate flash-bangs. Gli assaltatori sono dotati di una armatura pesante e sono ottimi per guerriglie urbane interne ed esterne; oltre alla fanteria nemica, sono capaci di tener testa anche ai veicoli leggeri da trasporto quali jeep ed APC.

### Cecchino
Il tiratore è specializzato nel colpire il nemico dalla lunga distanza con un fucile di precisione; può inoltre piazzare delle mine antiuomo Claymore per difendere la propria posizione di tiro. I cecchini indossano una ghillie suit che permette loro di mimetizzarsi col terreno. La prima arma sbloccabile, l'M95 Barrett, è in grado di perforare vetri antiproiettile e materiali corazzati.

### Forze Speciali
Oltre ad una carabina, le Forze Speciali sono dotate di esplosivo C4 ad alto potenziale distruttivo, che può essere utilizzato per distruggere le strutture di terra nemiche (sistema di scansione, modulo UAV, artiglieria, ponti, veicoli) e ferire le unità di fanteria che si trovano nei paraggi della detonazione. Come arma sbloccabile è disponibile il G36C.

### Geniere
La caratteristica principale del geniere è quella di riparare i danni riportati da mezzi e strutture di terra; è inoltre in grado di ricostruire ponti distrutti e disinnescare mine ed esplosivi. Le mine anticarro disinnescate possono essere riutilizzate, al contrario delle Claymore che vanno perdute. Il geniere può riparare il mezzo in cui si trova, ed i veicoli a lui vicini. La loro dotazione prevede un fucile poco preciso ma letale alle corte distanze, e mine anticarro.

### Medico
Il medico è armato col fucile d'assalto in dotazione all'assaltatore (ma senza lancia granate). Ha l'abilità di medicare chiunque si trovi nelle vicinanze (anche se si trova a bordo di un mezzo) grazie alla borsa medica che ha con sé. Il medico può inoltre salvare alleati con ferite critiche grazie al defibrillatore; tuttavia la cosa è impossibile se l'alleato è morto riportando gravi danni. Il defibrillatore può essere anche usato per uccidere i soldati nemici.

### Supporto
La dotazione della classe supporto prevede una mitragliatrice leggera, particolarmente adatta ad offrire un fuoco di copertura, e borse di munizioni per riarmare gli astanti. Come per le truppe d'assalto, questa classe ha un'armatura pesante; inoltre, un soldato di supporto a bordo di un veicolo può automaticamente distribuire munizioni ai compagni prossimi al mezzo.

### Anticarro
Soldato dotato di armatura pesante, pistola mitragliatrice automatica e lanciamissili filoguidato anticarro. Un missile piazzato nei punti strategici corretti (in genere nei cingoli o sul posteriore) è in grado di distruggere veicoli da trasporto leggeri, e danneggiare pesantemente carri armati ed APC. L'arma è anche in grado di uccidere un'unità di fanteria.

### Tabella equipaggiamenti e sblocchi
| Classe         | Equipaggiamento base                                       | Armatura | Scatto | 1º sblocco       | 2º sblocco (con Special Forces)    |
| -------------- | ---------------------------------------------------------- | -------- | ------ | ---------------- | ---------------------------------- |
| Assalto        | fucile d'assalto con lanciagranate, granata fumogena       | pesante  | breve  | G3 & granate     | F2000 & lanciagranate, flash-bangs |
| Cecchino       | fucile di precisione, granate, mine Claymore               | leggera  | lungo  | M95 Barrett      | L96A1                              |
| Forze Speciali | carabina, granate, esplosivo C4                            | leggera  | lungo  | G36C             | SCAR-L                             |
| Geniere        | fucile a pompa, granate, mine anticarro, chiave universale | leggera  | lungo  | MK3A1 Jackhammer | MP-7                               |
| Medico         | fucile d'assalto, granate, borsa medica, defibrillatore    | leggera  | lungo  | L85A1            | G36E                               |
| Supporto       | mitragliatrice leggera, granate, sacca di munizioni        | pesante  | breve  | PKM              | MG36                               |
| Anticarro      | pistola mitragliatrice, lanciamissili anticarro            | pesante  | breve  | DAO-12           | P90                                |

### Tabella equipaggiamenti di base
| ARMA                             | USMC                 | CMO                     | PLA                   | EURO (1.50)           |
| -------------------------------- | -------------------- | ----------------------- | --------------------- | --------------------- |
| Pistola                          | 92SF                 | MR-444                  | QSZ-92                | 92SF                  |
| Fucile d'Assalto (Lanciagranate) | M16A2 (M230) / M16A2 | AK-101 (GP-30) / AK-101 | AK-47 (GP-25) / AK-47 | L85A2 (AG-36) / FAMAS |
| Fucile di Precisione             | M24                  | SVD                     | Type 88               | L96A1                 |
| Carabina                         | M4A1                 | AK-74U                  | QBZ-97                | HK53A3                |
| Fucile a Pompa                   | M11-87               | S12K                    | NOR982                | Benelli M4            |
| Mitragliatrice Leggera           | M249 SAW             | RPK-74                  | Type 95               | HK21                  |
| Pistola Mitragliatrice           | MP5                  | PP-19                   | Type 85               | P90                   |
| Lanciatore Anticarro             | SRAW                 | Eryx                    | Eryx                  | SRAW                  |

## Mappe
Le mappe base del gioco sono 22, divise per teatri.

### Teatro Asiatico
- Dalian Plant - Le forze degli USA di pronto intervento stanno avanzando per conquistare la centrale nucleare di Dalian e lasciare al buio la Cina settentrionale. Varie unità del Secondo Corpo d'Armata della Repubblica Popolare Cinese sono state mobilitate per formare un'improvvisata forza difensiva. Questa zona è di enorme Importanza strategica per entrambe le fazioni. Riducendo la capacità produttiva delle forze cinesi, le unità americane - piuttosto disperse - potranno consolidare rapidamente la loro posizione in questa vasta regione.
- Daqing Oilfields - Le forze americane che attaccano verso sud sono pronte a conquistare questo essenziale nodo logistico durante la campagna di Cina, per cercare sia di deviare il flusso di petrolio che di ostacolare le forze meccanizzate della Repubblica Popolare Cinese in questo settore, In questo scontro diretto fra le forze degli USA che avanzano e i difensori cinesi, la posta in gioco è alta. Entrambe le fazioni dovrebbero cercare di avanzare con cautela su questo territorio insidioso.
- Dragon Valley - Le antiche leggende di questa terra fiabesca narrano di un drago giallo che aveva aiutato un re a spingere le acque dei fiumi in piena verso il mare, le forze americane si stanno però avvicinando rapidamente, decise ad assicurarsi una testa di ponte nella catena dei monti Minshan. Le unità di marine USA sono all'offensiva in questo settore, mentre le forze della Repubblica Popolare Cinese vengono richiamate per difendere la terra degli antenati. Lo scontro si prospetta assai impegnativo.
- Fushe Pass - I ricchi giacimenti minerari negli altopiani nordorientali della Cina sono contesi dalle forze americane e cinesi, che avanzano rapidamente. Gli stretti canyon di questa regione guidano le unità di entrambe le fazioni verso inevitabili scontri diretti, mentre ciascuna di esse cerca di conquistare le preziose miniere di uranio con le proprie unità. Questo doppio assalto viene sferrato su un campo di battaglia piuttosto impervio, che offre spazi limitati e avvantaggia una strategia aggressiva.
- Songhua Stalemate - Alcune brigate Componente Attivo dei marine USA, formate da poco, avanzano dalle pianure russe verso i territori della Repubblica Popolare Cinese, dove le forze cinesi si stanno concentrando velocemente per contrattaccare. La situazione di stallo lungo il fiume Songhua è degenerata in una serie di attacchi reciproci di entrambe le fazioni, ciascuna delle quali cerca di assicurarsi questa fondamentale via di comunicazione, In questo doppio assalto che riguarda il controllo di un importante accesso alla Manciuria meridionale, la posta in gioco è molto alta.
- Wake Island 2007 (1.03) - Con una mossa a sorpresa, le forze dell'Esercito di Liberazione Popolare hanno attaccato e conquistato l'isola Wake per cercare di minacciare le linee di rifornimento statunitensi. Per rispondere a questa nuova minaccia, le forze del Corpo dei Marine degli USA sono state richiamate durante il viaggio verso la Manciuria. La base aerea dell'Isola Wake è il fulcro della minaccia aerea cinese, ma è molto vulnerabile agli attacchi terrestri da nord o da sud.
- Operation Blue Pearl (1.50) - Le forze statunitensi hanno avanzato verso est, dove l'Esercito di Liberazione Popolare si è radunato per difendere una posizione strategica dall'avanzata nemica. Essendo quest'ultima la principale via d'accesso alla regione, il confronto sarà critico per entrambe le fazioni. La vittoria darebbe agli statunitensi la possibilità di terminare rapidamente la guerra, mentre ai cinesi permetterebbe di fermare temporaneamente l'avanzata statunitense, dandogli un ampio margine per ricevere rinforzi.
- Great Wall (1.50) - Una pace da poco negoziata con la Russia ha permesso all'Unione Europea di lanciare un attacco alla madrepatria cinese da nord. Le forze dell'UE sperano di superare la Grande Muraglia Cinese e di creare una base per future operazioni prima di proseguire verso sud, in direzione della costa, ma le loro linee di rifornimento sono pericolosamente sparpagliate. Se le forze cinesi riusciranno a sventare l'assalto e a Trattenere quelle dell'UE sufficientemente a lungo, queste ultime saranno costrette a ritirarsi in Russia. Per loro è essenziale riunirsi con le forze US che stanno attaccando dalla costa, altrimenti diventerà impossibile sferrare un attacco protratto alla Cina!
- Midnight Sun (1.50) - I cinesi sono sbarcati sul suolo americano, conquistando il porto di Valdez in Alaska e il petrolio che giunge dall'oleodotto statale. La loro vittoria è stata rapida, dato che le forze statunitensi erano preoccupate soprattutto della CMO a sud. I cinesi hanno iniziato a risalire il fiume impegnandosi in varie scaramucce con i soldati degli USA, che sono pochi ma decisi a fargli pagare caro ogni metro di suolo conquistato. I rinforzi statunitensi sono arrivati e la battaglia per la terra del sole di mezzanotte sta per iniziare.

### Teatro del Medio Oriente
- Gulf of Oman - Un'unità di spedizione dei marine è sbarcata nel Golfo Persico durante la notte, nella speranza di catturare rapidamente la vicina base aerea della CMO. La posta in gioco è alta per entrambe le fazioni. I marine rischiano di essere respinti in mare e distrutti, mentre le forze della CMO potrebbero perdere un'importante base aerea e aprire la strada alle forze USA, che potranno conquistare dei campi petroliferi di importanza strategica. Entrambe le fazioni hanno sfruttato le ore del mattino per prepararsi a un assalto finale.
- Kubra Dam - Le brigate Componente Attivo dei marine USA stanno avanzando verso un'importante diga nel deserto saudita per assumerne il controllo. La CMO sta inviando le sue brigate mobili per neutralizzare l'avanguardia americana. Il territorio desertico è piuttosto aspro e presenta diversi tipi di terreno, che richiederanno la massima flessibilità tattica ai soldati degli USA e della CMO. In questa battaglia, l'obiettivo finale di entrambe le fazioni è il controllo dell'intero settore della diga di Kubra.
- Mashtuur City - Le unità avanzate delle forze terrestri degli USA devono occupare Mashtuur City, un importante trampolino di lancio verso il Medio Oriente. In risposta, le unità della CMO stanno avanzando per difendere la città a ogni costo. In questo doppio assalto a una città di Importanza cruciale, verranno probabilmente schierate tutte le unità adatte alla guerra urbana moderna - come i mezzi corazzati, gli elicotteri e la fanteria - per cercare di conquistare i punti di controllo nella città. La vittoria arriderà alla fazione che riuscirà a controllare la maggior parte di Mashtuur al termine delle ostilità.
- Operation Clean Sweep - Questo essenziale accesso al Golfo Persico è controllato dalle forze locali della CMO, che hanno assunto una solida posizione difensiva sulle numerose isole lungo il canale. Per passare, le forze degli USA di pronto intervento dovranno prima sfruttare delle unirà aeree per neutralizzare un'importante stazione elettrica della CMO, poi entrare nel canale e occupare le isole difese dai risoluti guerrieri della CMO.
- Sharqui Peninsula - Questa località cruciale del Golfo Persico ospita una potente stazione TV, che permette alla CMO di ottenere supporto per la sua campagna attraverso la propaganda. È stata appena occupata dalle forze degli USA di pronto intervento, che ora devono affrontare il contrattacco delle forze della CMO. Questa tranquilla località turistica costiera ricca di ville, mercati e case sulla spiaggia sta per diventare un campo di battaglia moderno, mentre le forze degli USA cercano di difendere il territorio appena conquistato.
- Strike at Karkand - Le forze degli USA puntano a conquistare le industrie e il porto di Karkand, dove le unità della CMO si sono radunate per difendere la città industriale e respingere gli aggressori con determinazione. Il territorio di Karkand è sufficientemente aperto da consentire ampi archi di fuoco, ma in compenso aumenta la pericolosità dei tiratori scelti e dei missili per attaccare i mezzi. Pertanto, per entrambe le fazioni è essenziale conquistare le basi nel centro fortificato di Karkand.
- Zatar Wetlands - Gli acquitrini di Zatar, lungo le coste del Mar Rosso, ospitano importantissime risorse di gas naturale, ma rappresentano un campo di battaglia ostile alle forze degli USA e della CMO. Numerosi piccoli affluenti dividono il territorio in una moltitudine di isolette paludose che i mezzi pesanti non riescono ad attraversare. Mentre le forze americane avanzano, quelle della CMO godono di un vantaggio Iniziale in aria; nelle prime fasi della battaglia, sarà quindi importante conquistare una base aerea abbandonata e occorrerà poi pensare a proteggere le linee di rifornimento.
- Road to Jalalabad (1.40) - Nel corso della sua lunga contesa con la CMO, la macchina bellica statunitense ha raggiunto II confine orientale dell'Afghanistan. Jalalabad domina gli accessi alle valli di Laghman e Kunar, ed è II primo punto di transito per tutti gli uomini e i rifornimenti che attraversano il continente pachistano per entrare In Afghanistan. Si tratta di un essenziale avamposto logistico e di addestramento della CMO, che si è trincerata In sordina nel cuore della città in previsione di un assalto statunitense. Essendo un punto di conquista strategico, Jalalabad deve essere presa a qualsiasi costo!
- Highway Tampa (tra 1.40 e 1.41, integrata nella 1.50, sponsorizzata da Intel Core 2 Extreme) - Essendo per entrambe le fazioni il percorso più diretto per ottenere rifornimenti e rinforzi, questa porzione della penisola arabica è stata soprannominata Autostrada Tampa dalle forze statunitensi. Per assicurare il passaggio delle nuove importantissime tecnologie Intel attraverso la linea di rifornimento, le forze statunitensi devono tenere a bada l'avanzata delle divisioni mobili della CMO.
- Operation Smoke Screen (1.50) - In Medio Oriente continua a infuriare la guerra per il petrolio. L'UE è intervenuta per aiutare i suol alleati, affrontando direttamente la CMO In una delle battaglie più violente dell'Intera guerra. Dopo numerosi assalti su entrambi i fronti, le forze Belligeranti sono state respinte alle loro basi, la regione di territorio fra di esse è stata devastata e il campo petrolifero è un ammasso di rovine fumanti. Anche se le riserve di petrolio sono state distrutte, vale ancora la pena di combattere per ciò che resta sotto le sabbie infuocate del deserto.
- Taraba Quarry (1.50) - Le forze dell'UE si stanno muovendo per rinforzare una divisione statunitense che è rimasta isolata dal fronte. La CMO si è messa in movimento per intercettarla ed entrambe le armate stanno per Incontrarsi presso la cava di Taraba, l'unico snodo In cui è possibile guadare il fiume Taraba lungo la riva del Mar Caspio. Se la CMO riuscirà a difendere la sua riva del fiume, gli statunitensi verranno tagliati fuori e circondati. L'UE deve sfondare le linee nemiche prima che gli statunitensi vengano travolti!
- Operation Road Rage (1.50) - Le forze della CMO sono sbarcate sulla costa orientale degli Stati Uniti e si stanno preparando a muoversi verso l'entroterra. Colti di sorpresa, i marine degli USA si stanno schierando nella zona e stanno allestendo in fretta una base operativa per fermare l'avanzata della CMO. L'obiettivo primario di entrambe le fazioni è un raccordo autostradale al centro del campo di battaglia, che fornisce I'accesso a quasi tutti i bersagli militari di rilievo della zona. Chi domina il sovrappasso controlla buona parte del settore marittimo orientale!
- Operation Harvest (1.50) - Partendo da una testa di ponte nella baia del Delaware, le unità del Secondo Corpo d'Armata della CMO sono riuscite a raggiungere questa zona agricola olandese nella contea di Lancaster, in Pennsylvania. Il loro audace piano mira a tagliar fuori le unità statunitensi che stanno avanzando verso sud per rinforzare Washington, assediata dalle forze della CMO. Questa ricca zona agricola degli Stati Uniti sta per esplodere, mentre le unità veterane delle divisioni corazzate e di cavalleria statunitensi si preparano a uno scontro diretto con il Secondo Corpo d'Armata della CMO.

## Veicoli e postazioni
Battlefield 2 conta sei classi di veicoli e postazioni.
- Veicoli corazzati - In tale categoria rientrano carri armati ed APC; sono praticamente immuni alle munizioni normali ed alle granate della fanteria, ma possono essere distrutti da un bombardamento aereo, da un missile teleguidato, dai razzi di un elicottero o di un jet, dai sistemi di difesa terrestre e dal lanciamissili di un anticarro. Il carro armato possiede un cannone da 120 mm o da 125 mm, una mitragliatrice pesante, un fumogeno per nascondersi alla vista e una postazione in cima al mezzo dotata di mitragliera. L'APC è un mezzo anfibio che possiede invece un cannone a ripetizione da 25 mm, un missile teleguidato e può trasportare un notevole numero di soldati anche attraverso fiumi e paludi.
- Aerei - In tale ambito distinguiamo fra jet e bombardieri; entrambi sono equipaggiati con missili aria-aria, mitragliatrice pesante, bombe ed esche termiche, sganciabili per confondere i missili a ricerca termica in coda. In particolare, il jet è un veicolo monoposto molto veloce, ma scarsamente fornito d'armi; mentre il bombardiere è più lento, ma può trasportare un copilota al comandi di missili a guida laser aria-terra, e possiede un maggior numero di bombe.
- Elicotteri - In Battlefield 2 abbiamo a disposizione tre tipi di elicotteri: da guerra, da trasporto e da ricognizione. Tali mezzi sono in grado di coprire con facilità grosse distanze, e forniscono un ottimo vantaggio contro veicoli terrestri e fanteria, ma sono facile preda dei jet e dei sistemi di difesa aerea. L'elicottero da guerra è rapido nei movimenti e ben armato (è equipaggiato con razzi ed esche termiche utilizzabili dal pilota, e con una mitragliatrice pesante da 25 mm ed alcuni missili teleguidati utilizzabili dal copilota). L'elicottero da trasporto è più lento, ma molto più capiente e resistente, armato con due mitragliatrici pesanti Vulcan utilizzabili dai passeggeri, ed equipaggiato di esche termiche utilizzabili dal pilota. L'elicottero da ricognizione, che fa la sua comparsa nell'espansione Armored Fury, ha invece una capienza limitata e un armamento leggero (due mitragliatrici controllate dal pilota), caratteristiche compensate dall'alta velocità e dalla presenza di un radar che localizza i nemici con modalità simili ad una scansione UAV.
- Mezzi di trasporto marini e terrestri - Insieme di veicoli che comprende dalle jeep più piccole e veloci alle barche RIB; sono i principali mezzi utilizzati dalla fanteria per coprire grandi distanze. Sono tutti armati di mitragliatrici, ma con una resistenza al fuoco molto bassa.
- Postazioni di difesa aerea - Rientrano in tale categoria i lanciamissili Stinger su base fissa o i veicoli AA (Anti-Aircraft) ideali per eliminare minacce rappresentate da aerei ed elicotteri da guerra. Le postazioni fisse hanno scarsa difesa ma munizioni infinite, e sparano missili a ricerca termica terra-aria; i veicoli AA al contrario sono resistenti ed armati con potenti mitragliatrici o cannoni AA, e con diversi missili a ricerca termica (sono in grado di spararne 4 alla volta ed hanno perfino un posto a sedere sulla torretta per un soldato di fanteria che può difendere il veicolo impegnato a guardare nel cielo dalle minacce terrestri). Sulla portaerei US Essex è presente un sistema di difesa aerea con munizioni infinite, formato da una potente mitragliatrice del tipo Vulcan e da un lanciamissili Stinger con la possibilità di lanciare missili a ricerca termica.
- Postazioni di difesa terrestre - Rientra in tale categoria il sistema fisso lanciamissili filoguidati, risorsa principale per distruggere veicoli corazzati, da trasporto od anche elicotteri che volano basso e aerei in fase di decollo. Sparse sul campo di battaglia vi sono poi mitragliatrici fisse con munizioni infinite, che però, essendo soggette a rapido surriscaldamento, debbono essere impiegate in modo oculato, e non sputando fuoco alla cieca.

| Veicolo                           | USMC                            | CMO                         | PLA                 | EURO (1.50)                 |
| --------------------------------- | ------------------------------- | --------------------------- | ------------------- | --------------------------- |
| Caccia                            | F-18 Hornet / F35B Lightning II | MiG-29 Fulcrum              | J-10                | T1 Typhoon                  |
| Cacciabombardiere                 | F-15 Strike Eagle               | Su-34 Flanker               | Su-30               | F-15 Strike Eagle           |
| Aereo da Attacco al Suolo (1.50)  | A-10 Warthog                    | Su-39                       | Fantan Q-5          | /                           |
| Elicottero d'Attacco              | AH-1Z Super Cobra               | Mi-28 Havoc                 | Z-10                | Tiger HAP                   |
| Elicottero da Trasporto           | UH-60 Blackhawk                 | Mi-17                       | Z-8                 | UH-60 Blackhawk             |
| Elicottero da Ricognizione (1.50) | OH-6A Little Bird               | EC-635                      | Z-11                | /                           |
| Carro Armato                      | M1A2 Abrams                     | T-90                        | Type 98             | Leopard 2A6 / Challenger C2 |
| APC                               | LAV-25                          | BTR-90                      | WZ 551              | LAV-25                      |
| Contraerea Mobile                 | M6 Bradley Linebacker           | Tunguska M1                 | Type 95             | M6 Bradley Linebacker       |
| Trasporto                         | HMMWV / DPV                     | GAZ-3937 Vodnik / FAV Buggy | NJ 2046 / FAV Buggy | HMMWV / DPV                 |
| Trasporto Acquatico               | RIB Boat                        | RIB Boat                    | RIB Boat            | RIB Boat                    |
| Postazione Antiaerea              | FIM-92 Stinger / USS Essex      | IGLA                        | IGLA                | FIM-92 Stinger              |
| Postazione Anticarro              | TOW                             | HJ-8                        | HJ-8                | TOW                         |
| Postazione Mitragliatrice         | M249 SAW                        | RPK-74                      | Type 95             | HK-21                       |

## Ruoli del giocatore
Nello svolgimento dell'azione, il giocatore può assumere diversi ruoli in rapporto agli altri membri della propria fazione ed al Comandante.
- Lone Wolf (Lupo Solitario) - Tale è il soldato che sceglie di non appartenere a nessuna squadra né si candida come Comandante, e per tale motivo non riceve ordini. Non è altro che un cane sciolto per il campo di battaglia.
- Membro di una squadra - Il soldato che sceglie di entrare in una squadra ne diventa membro. La squadra può essere o meno bloccata (vietandone l'accesso ad alcuni) e può contenere un massimo di sei giocatori (compreso il Caposquadra); ogni soldato riceve ordini dal suo Caposquadra (che a sua volta li riceve dal Comandante). Essere membri di una squadra comporta molti vantaggi: oltre all'avere copertura ed assistenza più o meno costanti dai propri compagni, il soldato può effettuare il respawn nel luogo in cui si trova il Caposquadra (se questi è in vita). Per ogni azione che si compie a favore della squadra, si contribuisce ad alimentare una barra, la quale una volta raggiunto il massimo, rende disponibile uno sblocco da campo. Tale sblocco potrà essere adoperato dai membri della squadra durante l'intero round, per poi essere perduto al termine di esso. Sul campo di battaglia, i nickname dei compagni di squadra appaiono in colore verde.
- Caposquadra - Il Caposquadra è il diretto subordinato del Comandante, dal quale riceve ordini; questi ha inoltre la facoltà di decidere se eseguirli (trasmettendoli al resto della squadra) o meno.
- Comandante - Per divenire Comandante è necessario anzitutto candidarsi; ci si insedia nel momento in cui nessun altro giocatore con grado superiore si candida a tale ruolo. Il Comandante realizza il proprio punteggio tramite quello conseguito dai compagni di fazione ed ha a propria disposizione diversi strumenti. Anzitutto può visualizzare dettagliatamente l'intero campo di battaglia grazie alla visuale satellitare. Inoltre, tramite tale visuale, può inviare ordini di attacco/difesa/spostamento alle singole squadre, può sganciare casse di rifornimenti o veicoli leggeri, può lanciare un attacco orbitale o un UAV, che localizza i nemici nella zona interessata. Per il funzionamento di queste utilità è indispensabile che il Modulo UAV, il Modulo della Scansione Satellitare e i vari Cannoni dell'artiglieria siano in buone condizioni; può succedere infatti che vengano danneggiati dalle forze nemiche, ma il geniere può ripararle mediante il suo strumento. A fine partita il Comandante della fazione vincitrice raddoppia i punti guadagnati; è possibile inoltre ammutinarsi contro il Comandante mediante una votazione dove è necessaria la maggioranza dei giocatori.

## Tipi di server
Nella modalità online di Battlefield 2 possiamo incontrare due tipi principali di server.
- Ranked server (server in graduatoria) - Server in cui i punti ottenuti a fine partita vengono inviati alla EA per permettere l'avanzamento di grado dei giocatori. In questo tipo di server è possibile effettuare una modifica solo parziale delle impostazioni, poiché alcuni valori fissati dalla EA non possono essere modificati, neanche da un amministratore.
- Unranked server (server non in graduatoria) - Tipologia di Server in cui l'operato dei giocatori non viene registrato, senza quindi la possibilità di guadagnare premi o salire di grado. In questi server è invece possibile modificare qualsiasi parametro: dalla posizione delle bandiere all'eliminazione della funzione di Comandante. Fra gli unranked annoveriamo anche i Server protetti da password, dove è prevista una restrizione d'accesso, che è permesso solo a coloro che sono a conoscenza della password.

In Battlefield 2 esistono dei server unranked denominati Waib, nei quali si scontrano i giocatori più forti del mondo.

## Espansioni

### Special Forces
Special Forces è la prima espansione di Battlefield 2 uscita nel 2005; la trama si snoda attraverso una guerra segreta, condotta dalle Forze Speciali dei paesi più importanti del mondo. I combattenti di questa guerra sono i corpi d'élite più letali al mondo: gli US Navy SEALS, i SAS inglesi, le Spetsnaz russe, le Forze Speciali della CMO, i Ribelli e le Forze degli Insorti. SF prevede anche l'introduzione di nuove armi, nuovi riconoscimenti e la possibilità di interagire con lo scenario (aprire e chiudere porte, cancelli ed altro ancora).
Le nuove mappe, per un totale di otto, sono: Devil's Perch, Ghost Town, Iron Gator, Leviathan, Mass Destruction, Night Flight, Surge, Warlord.
Le nuove armi ed equipaggiamenti comprendono: Arpione, Corda da Discesa, Flash-Bang, Lancia Gas Lacrimogeno, Sistema di Visione Notturna e Maschera Antigas.
L'elenco dei veicoli nuovi comprende: Apache Longbow, Mi-35, Quad, BMP 3, Auto Civile, Pick-Up, Ail Raider, HMMWV con TOW, Muletto e Moto d'Acqua.

### Euro Force
Euro Force è il primo Booster Pack di Battlefield 2, distribuito nel 2006. Introduce una nuova fazione, l'Unione Europea. Acquistando il Booster Pack si potrà avere accesso a tre nuove mappe (Great Wall, Operation Smoke Screen, Taraba Quarry) e ricevere una nuova medaglia.
Questo booster è stato distribuito gratuitamente con la patch 1.50.
Le nuove armi comprendono: L96A1, BENELLI M4, FAMAS, HK-21, HK53A3, L85A2 e P90.
I nuovi quattro veicoli sono: Leopard 2A6, Challenger C2, T1 Typhoon e Tiger HAP.

### Armored Fury
Armored Fury è il secondo Booster Pack di Battlefield 2, distribuito nel 2006. Sposta la battaglia in un nuovissimo teatro di guerra, dove le forze degli USA combattono nel proprio territorio, difendendolo dalle forze della Cina e della CMO. Acquistando questo Booster Pack si potrà ricevere un nuovo nastro.
Questo booster è stato distribuito gratuitamente con la patch 1.50.
Le tre nuove mappe sono: Midnight Sun, Operation Harvest, Operation Road Rage.
I nuovi veicoli sono: A-10 Warthog e OH-6A Little Bird per gli USMC, Fatan Q-5 e Z-11 per la Cina, Su-39 e EC-635 per la CMO.

## Mod
Tra le numerose mod realizzate dalla comunità di giocatori, Forgotten Hope 2 e Project Reality hanno vinto il premio Mod dell'anno sul portale ModDb rispettivamente nel 2010 e nel 2008.

## Critica
Nel 2013 IGN pubblica la lista dei 100 migliori sparatutto in prima persona scelti dai suoi esperti, dove Battlefield 2 risulta al 23º posto.